# 民生村站
民生村站，位于天津市东丽区军粮城街道、天津铁路枢纽东南环线DDK11+834.7米处，隶属于蓟港铁路有限责任公司。

## 技术概况
位于天津铁路枢纽东南环线DDK11+100~DDK12+230间，站内设3股道，场坪全长1.13km，路基顶全宽17.5m，底宽平均45m，中心填土高度6~8m，总土方量31万m3。
下行方向为咸水沽站，站间距为10.388 km。另有至津山铁路的上、下行联络线。故南侧下行咽喉为4线接入。
上行方向为北塘西站，站间距为11.8347km，另设金耀线路所至天津北环线LDK31+200处胡张庄线路所的上、下行联络线。故北侧上行咽喉为3线接入。

## 历史
随蓟港铁路一期工程，新建民生村站。路基填筑工期自1999年6月7日至2000年1月2日。预压期自2000年1月2日至6月7日。至竣工初验，软土路基17个月总沉降1001mm，增加填土工程量1.38万m3。站内设3股道。
2008年蓟港铁路扩能改造工程，民生村站所在区间改为双线，南侧咽喉新建至津山铁路的上、下行联络线。2023年6月，实施电化改造。